# Бермудский кубок
Бермудский кубок (англ. Bermuda Bowl) — командный чемпионат мира по спортивному бриджу, проводится под эгидой Всемирной федерации бриджа (WBF). Впервые проводился на Бермудских островах в 1950 году, оттуда и название. 
Первоначально это было соревнование между командами США, Европы и Великобритании. Первый турнир был выигран командой США. С того времени Бермудский кубок стал ежегодным матчем между США и европейскими чемпионами. Со временем регламент соревнования менялся, и число участвующих команд увеличивалось. 

## Регламент проведения
В настоящее время Бермудский кубок проводится раз в два года. С 2003 года в нем участвуют 22 команды:
- 1 команда принимающей страны
- 6 команд из Европы (1 зона)
- 3 из Северной Америки (2 зона)
- 2 из Южной Америки (3 зона)
- 2 из Азии и Среднего Востока (4 зона)
- 1 из Центральной Америки с Карибскими островами (5 зона)
- 3 из Азиатско-Тихоокеанского региона (6 зона)
- 2 из Южно-Тихоокеанского региона (7 зона)
- 2 из Африки (8 зона).

## Чемпионы и призеры Бермудского Кубка
| №  | Год  | Место проведения | | | |
| -- | ---- | ---------------- | --- | --- | --- |
| 38 | 2007 | Шанхай           | Норвегия Boye Brogeland, Glenn Grøtheim, Geir Helgemo, Tor Helness, Erik Sælensminde, Ulf Håkon Tundal | США 1 Steve Garner, George Jacobs, Ralph Katz, Zia Mahmood, Michael Rosenberg, Howard Weinstein            | Нидерланды Ton Bakkeren, Huub Bertens, Sjoert Brink, Bas Drijver, Simon de Wijs, Bauke Muller                   |
| 39 | 2009 | Сан-Паоло        | США 2 Боб Хамман, Зия Махмуд, Джефф Мекстрот, Эрик Родуэлл, Ник Никель, Ральф Катц                     | Италия Антонио Семента, Джорджио Дубойн, Фульвио Фантони, Клаудио Нуньес, Лоренцо Лаурия, Альфредо Версаче | Болгария Диян Данаилов , Калин Караиванов , Георги Караколев, Виктор Аронов, Юлиян Стефанов , Румен Трендафилов |
| 40 | 2011 | Вельдховен       | Нидерланды Sjoert Brink, Bas Drijver, Bauke Muller, Ricco van Prooijen, Louk Verhees, Simon de Wijs    | США 2 Kevin Bathurst, Joe Grue, John Hurd, Justin Lall, Joel Wooldridge, Daniel Zagorin                    | Италия Norberto Bocchi, Agustín Madala , Giorgio Duboin, Antonio Sementa, Lorenzo Lauria, Alfredo Versace       |

## Участие сборной России в финальных соревнованиях
- 2001 год 10 место
- 2005 год 13 место
- 2009 год 1/4 финала